# Milan Babić
 (juin 2020).
Si vous disposez d'ouvrages ou d'articles de référence ou si vous connaissez des sites web de qualité traitant du thème abordé ici, merci de compléter l'article en donnant les références utiles à sa vérifiabilité et en les liant à la section « Notes et références ».
Pour les articles homonymes, voir Babić.
Milan Babić (en serbe en écriture cyrillique : Милан Бабић), né le 26 février 1956 à Kukar en Croatie et mort suicidé le 5 mars 2006 à La Haye aux Pays-Bas, est un politicien et criminel de guerre croate, ayant servi à deux reprises comme président de la république serbe autoproclamée de Krajina.
Après la guerre de Croatie, il fut condamné pour crimes de guerre par le tribunal pénal international pour l'ex-Yougoslavie (TPIY) en 2004 à 13 ans de prison, devenant le premier accusé jugé par le tribunal. Au cours d'une déclaration publique, Babić exprima de la « honte et des remords » et déclara que sa volonté de plaidoyer visait à soulager la honte collective des Serbes de Croatie, et a demandé à ses « frères croates de pardonner à leurs frères serbes » pour leurs actes[réf. nécessaire].
Il fut retrouvé mort dans sa cellule à La Haye en mars 2006, l'enquête suivant confirmant la thèse du suicide,.

## Biographie

### Carrière
Milan Babić est né en 1956 dans le village de Kukar situé près de la ville de Vrlika, en Yougoslavie. En 1981, il est diplômé de l'École d'université de dentisterie de Belgrade, et devient stomatologue. En 1989, il devient un des directeurs du centre médical de Knin, ville à majorité serbe située dans le sud-ouest de la Croatie. Il entre en politique en 1990, quittant la Ligue des communistes de Croatie et rejoignant le parti nationaliste Parti démocratique serbe à sa fondation, le 17 février 1990. Il est élu président de l'Assemblée municipale de Knin peu après. Les Serbes formaient alors environ 12,2 % de la population croate, formant une majorité dans une bande de terre connue sous le nom de « Krajina » le long de la frontière croato-bosniaque. La voie décidée de la Croatie vers l'indépendance suivant l'élection de Franjo Tuđman fin 1990, était fortement contestée par la minorité serbe ethnique, qui était soutenue militairement et politiquement par l'armée populaire yougoslave (JNA) et la république socialiste de Serbie sous le président Slobodan Milošević. Les nationalistes serbes de la « Krajina » établirent un Conseil national serbe, un corps destiné à coordonner l'opposition serbe à l'indépendance de la Croatie ; Babić fut élu comme président.

### Guerre de Croatie
Les Serbes devinrent hostiles à rester dans une Croatie indépendante. Après l'élection de Tuđman, la première Constitution démocratique du pays fut rédigée, qui rétrograda les Serbes au rang de minorité ethnique de Croatie.
En septembre 1990, un référendum fut tenu dans la région de la Krajina proposant aux électeurs une « souveraineté et une autonomie » serbes en Croatie, et fut accepté à 99,7 %. Le vote fut déclaré illégal et invalidé par le gouvernement croate. L'administration de Babić à Knin annonça ensuite la création d'une région autonome serbe, nommée SAO Krajina, le 21 décembre 1990, et annonce faire sécession de la Croatie pour rejoindre la Serbie, le 1er avril 1991. D'autres communautés à majorité serbe dans l'est de la Croatie annoncèrent rejoindre la SAO.
Babić fut élu président du Conseil exécutif de la SAO le 30 avril 1991, et nommé par conséquent ministre de l'Intérieur et ministre de la Défense par l'Assemblée serbe de la Krajina. Ainsi, il instaura une milice armée qui mettra en place des barrages sur son territoire, coupant la région côtière septentrionale de la Dalmatie du reste du pays. Des affrontements entre les Serbes et les forces de sécurité croates éclatèrent dès la déclaration d'indépendance le 25 juin, faisant des dizaines de morts.
Autour d'août 1991, Babić est devenu complice de ce que les procureurs du tribunal pénal international pour l'ex-Yougoslavie (TPIY) décriront comme une « entreprise criminelle conjointe » d'enlever systématiquement la population non-serbe du territoire sous son contrôle, avec pour objectif de faire de la région une partie d'un État à majorité serbe. Selon les procureurs, les chefs complices étaient Slobodan Milošević, ainsi que d'autres figures de la Krajina telles que Milan Martić, le commandant paramilitaire serbe Vojislav Šešelj, et des commandants de l'armée yougoslave (JSA) comme le général Ratko Mladić, qui fut le commandant des forces yougoslaves en Croatie. Tous furent inculpés pour crimes de guerre, et certains ont été jugés. Selon le témoignage de Babić durant son procès, durant l'été 1991, la police secrète serbe – sous le commandement de Milošević – instaurèrent « une structure parallèle de sécurité d'État, sous la responsabilité de la police et des unités de la Krajina contrôlées par la sécurité d'État de Serbie ». Une guerre à grande échelle fut lancée dans laquelle une large partie de territoire, correspondant à un tiers de la Croatie, fut conquise et la population non-serbe fut massacrée ou victime de nettoyage ethnique. L'essentiel des combats se déroula entre août et décembre 1991. Des milliers d'habitants furent tués et déportés lors d'affrontements en Slavonie orientale, la JSA ayant été le principal acteur de cette partie du conflit.
La communauté internationale essaya de résoudre le conflit en novembre 1991, en proposant un plan de paix mis en avant par l'envoyé-spécial des Nations unies Cyrus Vance, durant lequel la Krajina aurait été démilitarisée et protégée par une forte de maintien de la paix de l'ONU avant la tenue de pourparlers politiques sur son avenir. Babić s'y opposa fortement, renommant la SAO en république serbe de Krajina (RSK) le 19 décembre 1991. Il exhorta l'Assemblée serbe de Krajina de rejeter le plan de paix. Néanmoins, Milošević sera en désaccord avec la position de Babić : ses objectifs stratégiques en Croatie étaient globalement achevés et la JSA était nécessaire pour mener la guerre imminente en Bosnie-Herzégovine. Babić fut écarté et le plan de paix fut voté par le Parlement de la RSK le 16 février 1992. Le 26 février 1992, Milošević remplaça Babić par Goran Hadžić, une figure plus docile qui fut rapporté s'être targué d'être un « messager de Slobodan Milošević ».
Bien que Babić continuât de jouer un rôle dans la vie politique de la RSK en tant que ministre des Affaires étrangères, son influence s'abaissa considérablement. Il déclara que la politique de la RSK était dirigée depuis Belgrade par l'intermédiaire de la police secrète serbe. Milošević démentit plus tard, affirmant que Babić avait fait ces déclarations « par crainte ».
Le 3 juillet 1992, le Washington Post rapporta que les conseillers de Babić avaient été fusillés « lors d'une attaque par les gardes du corps d'un dirigeant rival et qu'il combattait pour sa vie ».
La dislocation de l'armée serbo-bosniaque entre juillet et août 1995, propulsa Babić au poste de Premier ministre de la RSK. Début août 1995, l'armée croate lança l'opération Éclair reprenant l'intégralité de la zone de la Krajina (à l'exception de la bande de terre en Slavonie orientale, qui resta sous contrôle serbe jusqu'en 1998). Babić fuit en Serbie avec l'ensemble des dirigeants de la RSK et 200 000 réfugiés serbes de la région (constituant la majorité de la population serbe de la Krajina). Il se serait alors retiré dans un poulailler situé en Voïvodine[réf. nécessaire].

### Procès
En décembre 2002, Babić se présenta de manière inattendue comme témoin pour plaidoyer contre Slobodan Milošević, l'accusant d'avoir été personnellement impliqué dans la guerre de Croatie. En novembre suivant, Babić fut inculpé de cinq chefs d'accusation de crimes contre l'humanité et de violations des lois de la guerre. Bien qu'il ne réalisa pas initialement de déclaration, il plaida coupable le 27 janvier 2004 à un chef d'inculpation de crime contre l'humanité, lors d'un plaidoyer présumé avec les procureurs du TPIY au cours duquel les autres charges pesant contre lui furent abandonnées. Il exprima de la « honte et des remords » lors d'une prise de parole publique et déclara qu'il avait agi ainsi pour soulager les remords collectifs des Serbes de Croatie, demandant à ses « frères croates de pardonner leurs frères serbes » pour leurs actions. Son plaidoyer le présenta comme le premier accusé du TPIY à plaider coupable[réf. nécessaire].
Milošević nia avoir soutenu Babić par des transcriptions écrites de son téléphone sur écoute, où il se réfère à ce dernier comme étant un « idiot », une « ordure ordinaire » et un « pet de Tuđman »[réf. nécessaire].
En juin 2004, Babić fut condamné à 13 ans de prison après le rejet de la recommandation des procureurs qui demandaient 11 ans de prison. Il fut envoyé à une destination inconnue au Royaume-Uni pour purger sa peine, menant à des spéculations de traitement de faveur au contraire des autres accusés. La raison invoquée pour ne pas délocaliser sa destination portait sur des mesures de sécurité, à l'égard des personnes auxquelles il avait témoigné[réf. nécessaire].

### Mort
Milan Babić fut retrouvé mort dans sa cellule de détention à La Haye le 5 mars 2006, dans ce qui fut rapporté comme étant un suicide. Il livrait alors des preuves contre Milan Martić, son successeur en tant que président de la RSK. Le New York Times rapporta que Babić s'était pendu en « utilisant une ceinture en cuir ».
Le président du Parti radical serbe Vojislav Šešelj revendiqua avoir contribué au suicide de Babić en « rendant sa vie misérable ». Šešelj ajouta que les procureurs du TPIY avaient initialement promis à Babić qu'il ne serait pas condamné s'il acceptait de témoigner contre d'autres responsables serbes.

## Sources
- (en) Cet article est partiellement ou en totalité issu de l’article de Wikipédia en anglais intitulé « Milan Babić » (voir la liste des auteurs).

1. 1 2  Marc Semo, « Suicide de l'ultranationaliste serbe Milan Babic » , sur liberation.fr, 7 mars 2006 (consulté le 4 juillet 2023).
2. ↑  « L'ex-chef des Serbes de Croatie Milan Babic s'est suicidé en prison » , sur lemonde.fr, 6 mars 2006 (consulté le 4 juillet 2023).
3. ↑  (en) Laura Silber, « CALIFORNIA BUSINESSMAN TO BE YUGOSLAV PREMIER » , sur washingtonpost.com, 3 juillet 1992 (consulté le 4 juillet 2023).
4. ↑  TPIY, Fiche informative, « Milan Babić, IT-03-72-S ».
5. ↑  TPIY, « Le Procureur c/ Milan Babić, Jugement portant condamnation, IT-03-72-S », 29 juin 2004.
6. ↑  (en) « UN finds no foul play in Serb's death - Europe - International Herald Tribune » , sur nytimes.com, 9 juin 2006 (consulté le 4 juillet 2023).
7. ↑  (sr) « Šešelj: Doprineo sam tome da Babić izvrši samoubistvo » , sur blic.rs, 30 novembre 2014 (consulté le 4 juillet 2023).